# Cymbacha
Cymbacha es un género de arañas araneomorfas de la familia Thomisidae.

## Especies
- Cymbacha cerea L. Koch, 1876
- Cymbacha festiva L. Koch, 1874
- Cymbacha ocellata L. Koch, 1874
- Cymbacha saucia L. Koch, 1874
- Cymbacha setosa L. Koch, 1874
- Cymbacha similis L. Koch, 1876
- Cymbacha simplex Simon, 1895
- Cymbacha striatipes L. Koch, 1876